# Little Altcar
Little Altcar is een civil parish in het bestuurlijke gebied Sefton, in het Engelse graafschap Merseyside met 910 inwoners.